# Bidaspa palamera
Bidaspa palamera är en fjärilsart som beskrevs av Hans Fruhstorfer 1912. Bidaspa palamera ingår i släktet Bidaspa och familjen juvelvingar. Inga underarter finns listade i Catalogue of Life.